# Dagmar Vaněčková
Dagmar Vaněčková, rozená Vališová (28. února 1933 České Budějovice – 4. května 2015 Třeboň) byla česká novinářka a redaktorka, autorka politologických článků, signatářka Charty 77 a dlouholetá spolupracovnice rádia Svobodná Evropa a časopisu Listy a Svědectví. Po odchodu do rakouského exilu v roce 1980 aktivně přispívala k šíření informací o situaci v Československu a i nadále se angažovala v boji za lidská práva.

## Biografie
Narodila se jako Dagmar Vališová 28. února 1933 v Českých Budějovicích. Oba rodiče byli komunisté a otec Karel Vališ byl 1. září 1939 zatčen a šest let vězněn. Dagmar vyrůstala s matkou a sestrou v chudobě. Vychodila měšťanku a kvůli obavám z latinského jazyka se nepřihlásila na gymnázium a vzdala svůj sen o studiu medicíny. Místo toho se přihlásila na jednoleté studium na jazykové škole, ale musela si ho sama financovat výdělky z brigád. Z finančních důvodů začala po složení závěrečné univerzitní zkoušky z angličtiny pracovat a další vzdělání získala už při zaměstnání a během péče o děti.
Od malička měla ráda český jazyk a bavilo ji psaní. První článek jí otiskli, když jí bylo 13 let. Poslala tehdy své tetě do Chicaga dopis, ve kterém jí popisovala, jak to v Československu vypadalo po válce. Tetě se článek líbil, a proto ho zveřejnila v krajanských novinách. 
Po studiu nastoupila do krajského sekretariátu Národní fronty v Českých Budějovicích, pracovala také v Československém svazu mládeže a později v českobudějovickém deníku komunistické strany Jihočeská pravda. Zde se seznámila se svým budoucím manželem Františkem Vaněčkem (1923–1999), který byl ale v té době ženatý. Kvůli jejich vztahu Dagmar propustili z práce. Později se vzali a odešli spolu do Karlových Varů, kde manžel pracoval pro časopis Stráž míru. V roce 1959 čekala Dagmar dvojčata a narodily se jim dvě dcery.
V roce 1961 se Vaněčkovi přestěhovali do Prahy, kde František pracoval jako redaktor Rudého práva a Dagmar získala díky své znalosti jazyků místo na Univerzitě 17. listopadu. Starala se o studentské svazy a vydávala časopis Solidarita, který vycházel v angličtině a francouzštině. V redakční radě se setkávala se zahraničními studenty z Afriky, Latinské Ameriky a Asie a měla tak možnost lépe poznat různé kultury. Toto období pro ni bylo nesmírně zajímavé a obohacující. Kromě toho do časopisu psala portréty zahraničních studentů. V letech 1968–1969 pracovala jako odpovědná redaktorka časopisu Fórum zahraničních studentů, který vycházel nejprve jen v češtině a později ve čtyřech jazycích. Kromě toho přispívala články o problematice zahraničních studentů do Kulturní tvorby, Vlasty a dalších periodik.
S manželem si užívali uvolněné atmosféry konce 60. let a podporovali politické reformy. 21. srpen 1968 však přinesl zásadní obrat. Časopis Fórum v roce 1969 zakázali a Dagmar byla nucena odejít z univerzity. Stejně jako manžel se na začátku 70. let ocitla bez práce, oba byli vyloučeni z KSČ a poté směli vykonávat pouze dělnické profese.
Dagmar se v té době aktivně zapojila do undergroundové kultury. Snažila se šířit neoficiální literaturu, tzv. samizdaty, a dokonce se sama podílela na jejich opisování. Také organizovala distribuci exilového časopisu Listy. Společně s manželem patřila mezi první signatáře Charty 77, prohlášení, které kritizovalo komunistický režim a jeho porušování lidských práv. Od konce roku 1977 pořádali bytové semináře, které fungovaly jako diskusní kluby, kde se lidé mohli svobodně vyjadřovat a diskutovat o politických a společenských otázkách. Během této doby se seznámila s řadou zajímavých osobností, například s Jaroslavem Seifertem, Františkem Krieglem nebo Ivanem Martinem Jirousem.
Státní bezpečnost sledovala Vaněčkovy od samého začátku jejich aktivit. Měli pravidelné informace od svého tajného spolupracovníka a přítele Vaněčkových, vojenského historika Václava Hyndráka. Jejich dvě dcery, které kvůli komunistickému režimu nemohly studovat na gymnáziu, se rozhodly emigrovat. Během cesty do Jugoslávie se jim podařilo dostat se do Vídně. Tlak na Vaněčkovy ze strany Státní bezpečnosti stále sílil. Po několika výsleších, domovních prohlídkách a hlavně po pobytu v podzemní cele předběžného zadržení, který trval 53 hodin, se rozhodli opustit republiku. V únoru 1980 podali žádost o vystěhování, a v červnu téhož roku opustili Československo a odjeli do Vídně, kde začali nový život v exilu.
Začátky ale nebyly jednoduché, do exilu Vaněčkovi odešli, když bylo Dagmar 47 a manželovi 57 let. Zpočátku žili několik let ve velmi skromných podmínkách, a teprve díky pomoci přátel se jim podařilo získat slušný byt. Dagmar se následně začala věnovat žurnalistice jako stálá spolupracovnice rádia Svobodná Evropa, spolupracovala také s Hlasem Ameriky a mimo to přispívala do několika rakouských deníků a exilových časopisů. S psaním v cizím jazyce podle svých slov neměla problém. Její práce zahrnovala zejména rychlé překlady zpráv od přátel z Československa, nikoli složité eseje, a proto se jí to dařilo zvládat bez obtíží.
V exilu se Vaněčkovi nadále angažovali ve prospěch Československa. Jejich úsilí zahrnovalo bohatou korespondenci, zveřejňování textů, podpora pronásledovaných a politických vězňů, zřízení československého výboru v Mezinárodní společnosti pro lidská práva, získání dvouleté akreditace na následné helsinské konferenci a intenzivní spolupráci s rádiem Svobodná Evropa. Všechny tyto aktivity měly za cíl udržovat spojení s domovem a informovat o situaci v Československu, ale hlavně budit mezinárodní pozornost a upozorňovat na porušování lidských práv v tehdejším Československu.
Po roce 1989 se Vaněčkovi vrátili do Čech a žili střídavě ve Vídni, v Praze a v jižních Čechách. Dagmar udržovala přátelský vztah s manželkou známého českého písničkáře Karla Kryla. Po smrti svého manžela žila v Českých Budějovicích a dál publikovala v Listech, vídeňských Svobodných listech a dalších periodikách. Kromě politických textů psala také cestopisy, knižně vyšly v roce 2012 pod názvem Od Islandu po Madeiru. V knize popisuje své vášně a cestovatelské zážitky, nejraději měla mořské krajiny. Ale jsou zde také zajímavá vyprávění o jejích kontaktech a zkušenostech z období exilu i po sametové revoluci v roce 1989. V roce 2014 se přestěhovala do Třeboně, kde žila až do své smrti. Plánované memoáry už vydat nestihla, zemřela 2. května 2015 ve věku 82 let.